# 鳴門海一行
鳴門海 一行（なるとうみ かずゆき、1926年1月1日 - 2010年6月19日）は、兵庫県三原郡北阿万村（現・同県南あわじ市）出身で春日野部屋に所属した大相撲力士。本名は武岡 一行（たけおか かずゆき）。最高位は西前頭筆頭。

## 来歴
1926年の元日、兵庫県三原郡で農業を営む家庭に生まれた。幼少期から身長が高く、地元で行われた相撲大会によく駆り出されて相撲を取らされていたが、運動神経が抜群に良かったために常勝だった。高等小学校を卒業後は、実兄が兵役を務めている間に人手不足を補うために農業を手伝っていた。その合間に出場していた相撲大会でも強みを増したため、見出した土地相撲の大関からの紹介で春日野部屋へ入門し、1942年5月場所に於いて初土俵を踏んだ。
入門後は四股踏みと鉄砲を徹底的に行いながら1947年11月場所で新十両へ昇進、1949年10月場所にて新入幕を果たした。引退まで一度も三役に昇進することはなかったが、軽量ながら長く活躍し鏡里喜代治が苦手にしていたことでも知られる（金星を3個獲得しており、「鏡里キラー」とも言われた）。1956年9月場所では鏡里が14勝1敗で幕内最高優勝を果たしたが、この場所で鏡里が喫した唯一の黒星が鳴門海からのものであった。
1961年1月場所限りで引退後は年寄「竹縄」を襲名、春日野部屋の部屋付き年寄として9代春日野（元横綱・栃錦）を補佐して後進の指導に当たった。1970年から1990年まで相撲教習所の教官として、新弟子の指導に力を尽くしたほか、九州場所担当部長などを務めた。
1990年12月31日をもって日本相撲協会を停年退職。その後、慶應義塾大学の相撲部師範を務めるとともに1993年1月には文部省からスポーツ振興に功績があった人に贈られる「スポーツ功労者」文部大臣表彰を受賞した。
2010年6月19日、心不全により死去した。84歳没。半年以上が過ぎた2011年1月13日、鳴門海の死が公表された。

## 人物
無類の稽古熱心で、栃錦清隆や大江戸勇二に可愛がられて良く稽古をつけられた。特に集中力を高めるように四股踏みと鉄砲を徹底的に行い、掌中に胼胝が出来るほどだった。
十枚目の頃までは普通の体勢で仕切っていたが、しばらくしてから腰をしっかり割って両手ですねを擦りながら手を下ろし、同時に両足の親指を折り曲げてじりじりと寄る独特の仕切りに変わり、「狛犬型」と呼ばれて人気を博した。また右四つから左手で前まわしを取る相撲を得意として、師匠の8代春日野（栃木山守也）からは「前さばきだけだったら、栃錦より上手い」と称された。

## エピソード
- 1957年のある場所の日、鳴門海を含めた春日野部屋の幕内力士全員が黒星で戻ってきた時、春日野親方から「おまえ達、みんな弱いな」と言われた。すると鳴門海は、「親方は、弱いってことを知らないからなぁ」と言った。春日野の現役時代は当時では驚異的な速さで横綱に昇進し、無敵に近く引退後も衰えることがなかったために言えたことだが、それを聞いた弟子達全員が大爆笑し、春日野も笑わざるを得なかったそうである。
- 春日野は弟子達に言葉遣いを徹底しており、鳴門海が1943年に徴兵されて出征する際に、「行ってきます」と言って出かけようとした時に春日野から呼び止められ、「行ってまいります、だろ?」と叱咤された。

## 主な成績・記録
- 通算成績：414勝447敗2分4休　勝率.481
- 幕内成績：296勝359敗1分4休　勝率.452
- 現役在位：65場所
- 幕内在位：44場所
- 三賞：2回
  - 殊勲賞：1回（1956年5月場所）
  - 技能賞：1回（1953年3月場所）
- 金星：3個（鏡里3個）
- 各段優勝
  - 十両優勝：1回（1949年1月場所）

### 場所別成績
| | 一月場所 初場所（東京） | 三月場所 春場所（大阪） | 五月場所 夏場所（東京） | 七月場所 名古屋場所（愛知） | 九月場所 秋場所（東京）  | 十一月場所 九州場所（福岡） |
| --- | ----------------------- | ----------------------- | ----------------------- | --------------------------- | ------------------------ | --------------------------- |
| 1942年 （昭和17年） | x                       | x                       | （前相撲）              | x                           | x                        | x                           |
| 1943年 （昭和18年） | 西序ノ口23枚目 5–3      | x                       | 東序二段58枚目 7–1      | x                           | x                        | x                           |
| 1944年 （昭和19年） | 西三段目48枚目 5–3      | x                       | 東三段目19枚目 3–2      | x                           | x                        | 東三段目筆頭 4–1            |
| 1945年 （昭和20年） | x                       | x                       | 西幕下11枚目 3–2        | x                           | x                        | 東幕下4枚目 3–2             |
| 1946年 （昭和21年） | x                       | x                       | x                       | x                           | x                        | 西幕下筆頭 2–5              |
| 1947年 （昭和22年） | x                       | x                       | 西幕下4枚目 3–2         | x                           | x                        | 西十両14枚目 7–4            |
| 1948年 （昭和23年） | x                       | x                       | 西十両5枚目 5–5 (1引分) | x                           | 東十両5枚目 4–7          | x                           |
| 1949年 （昭和24年） | 東十両9枚目 優勝 9–4    | x                       | 東十両3枚目 9–6         | x                           | 西前頭20枚目 8–7         | x                           |
| 1950年 （昭和25年） | 東前頭15枚目 8–7        | x                       | 東前頭13枚目 7–8        | x                           | 西前頭14枚目 7–8         | x                           |
| 1951年 （昭和26年） | 東前頭15枚目 8–7        | x                       | 東前頭13枚目 10–5       | x                           | 西前頭4枚目 4–11         | x                           |
| 1952年 （昭和27年） | 東前頭8枚目 10–5        | x                       | 東前頭3枚目 6–9         | x                           | 西前頭5枚目 6–9          | x                           |
| 1953年 （昭和28年） | 西前頭7枚目 8–7         | 西前頭5枚目 10–5 技     | 西前頭筆頭 3–12         | x                           | 東前頭5枚目 5–10         | x                           |
| 1954年 （昭和29年） | 西前頭7枚目 7–8         | 西前頭8枚目 5–10        | 西前頭11枚目 9–6        | x                           | 西前頭6枚目 4–11         | x                           |
| 1955年 （昭和30年） | 東前頭13枚目 6–9        | 東前頭15枚目 10–5       | 東前頭10枚目 10–5       | x                           | 西前頭4枚目 1–14         | x                           |
| 1956年 （昭和31年） | 東前頭14枚目 9–6        | 東前頭7枚目 8–7         | 東前頭4枚目 8–7 殊★     | x                           | 東前頭4枚目 5–10 ★       | x                           |
| 1957年 （昭和32年） | 西前頭5枚目 6–5–4 ★     | 西前頭4枚目 6–9         | 西前頭5枚目 3–12        | x                           | 西前頭14枚目 9–6         | 東前頭10枚目 7–8            |
| 1958年 （昭和33年） | 西前頭11枚目 9–6        | 西前頭9枚目 5–10        | 西前頭12枚目 2–13       | 西前頭21枚目 10–5           | 西前頭16枚目 7–7 (1痛分) | 東前頭16枚目 9–6            |
| 1959年 （昭和34年） | 東前頭14枚目 4–11       | 西十両筆頭 8–7          | 東十両筆頭 9–6          | 東前頭17枚目 8–7            | 西前頭14枚目 7–8         | 西前頭13枚目 8–7            |
| 1960年 （昭和35年） | 西前頭12枚目 6–9        | 西前頭14枚目 5–10       | 東十両2枚目 6–9         | 西十両7枚目 12–3            | 東十両3枚目 10–5         | 西前頭15枚目 3–12           |
| 1961年 （昭和36年） | 東十両6枚目 引退 4–11–0 | x                       | x                       | x                           | x                        | x                           |
| 各欄の数字は、「勝ち-負け-休場」を示す。 優勝 引退 休場 十両 幕下 三賞：敢=敢闘賞、殊=殊勲賞、技=技能賞 その他：★=金星 番付階級：幕内 - 十両 - 幕下 - 三段目 - 序二段 - 序ノ口 幕内序列：横綱 - 大関 - 関脇 - 小結 - 前頭（「#数字」は各位内の序列） |                         |                         |                         |                             |                          |                             |

### 幕内対戦成績
| 力士名 | 勝数 | 負数 | 力士名       | 勝数 | 負数 | 力士名         | 勝数 | 負数 | 力士名 | 勝数 | 負数 |
| ------ | ---- | ---- | ------------ | ---- | ---- | -------------- | ---- | ---- | ------ | ---- | ---- |
| 愛知山 | 2    | 3    | 青ノ里       | 0    | 4    | 朝汐(米川)     | 3    | 5    | 朝若   | 1    | 0    |
| 東海   | 1    | 0    | 東富士       | 0    | 4    | 愛宕山         | 4    | 4    | 天津灘 | 2    | 0    |
| 安念山 | 3    | 8    | 泉洋         | 8    | 6    | 岩風           | 3    | 2    | 宇田川 | 0    | 2    |
| 及川   | 2    | 8    | 大岩山       | 4    | 1    | 大内山         | 6    | 9    | 大熊   | 0    | 1    |
| 大瀬川 | 6    | 3    | 大田山       | 1    | 0    | 大ノ海         | 2    | 1    | 大昇   | 6    | 8    |
| 大蛇潟 | 8    | 5    | 海山         | 4    | 8    | 甲斐錦         | 0    | 3(1) | 鏡里   | 4    | 7    |
| 柏戸   | 2    | 0    | 神生山       | 1    | 1    | 神錦           | 12   | 4    | 神若   | 1    | 3    |
| 北の洋 | 7    | 7    | 北葉山       | 0    | 2    | 清恵波         | 13   | 5    | 清ノ森 | 1    | 2    |
| 鬼竜川 | 4    | 4    | 九州錦       | 4    | 2    | 国登           | 6    | 9    | 鯉の勢 | 3    | 2    |
| 高津山 | 2    | 0    | 小坂川       | 3    | 0    | 琴ヶ濱         | 5    | 6    | 琴錦   | 7    | 4    |
| 櫻國   | 4    | 1    | 潮錦         | 13   | 7    | 嶋錦           | 5    | 8    | 清水川 | 5    | 11   |
| 大鵬   | 0    | 1    | 高錦         | 1    | 3    | 楯甲           | 1    | 0    | 玉乃海 | 1(1) | 6    |
| 玉響   | 1    | 3    | 鶴ヶ嶺       | 1    | 9    | 輝昇           | 2    | 5    | 十勝岩 | 0    | 1    |
| 時津山 | 3    | 11   | 時錦         | 5    | 2(1) | 豊ノ海         | 1    | 1    | 豊登   | 0    | 1    |
| 七ッ海 | 2    | 0    | 名寄岩       | 4    | 7    | 白龍山         | 4    | 0    | 羽黒山 | 1(1) | 2    |
| 羽子錦 | 1    | 3    | 備州山       | 7    | 4    | 平鹿川         | 1    | 0    | 広瀬川 | 7    | 7    |
| 福ノ海 | 1    | 2    | 福乃里       | 3    | 2    | 房錦           | 2    | 3    | 藤田山 | 3    | 1    |
| 冨士錦 | 0    | 3    | 二瀬山       | 6    | 5    | 双ツ龍         | 4    | 11   | 不動岩 | 2    | 1    |
| 星甲   | 7    | 2    | 前田川       | 0    | 1    | 前ノ山(佐田岬) | 0    | 2    | 松登   | 1    | 8    |
| 三根山 | 3    | 4    | 緑國         | 1    | 2    | 宮錦           | 2    | 7    | 明歩谷 | 2    | 1    |
| 吉田川 | 3    | 2    | 芳野嶺       | 5    | 2    | 吉葉山         | 0    | 3    | 若潮   | 1    | 0    |
| 若杉山 | 3    | 1    | 若瀬川       | 3    | 7    | 若秩父         | 1    | 4    | 若ノ海 | 3    | 7    |
| 若乃國 | 1    | 3    | 若ノ花(初代) | 1    | 7    | 若羽黒         | 3    | 2    | 若葉山 | 7    | 13※  |
| 若前田 | 3    | 8    | 若三杉       | 1    | 0    |                |      |      |        |      |      |

※他に、若葉山と痛分が1つある。

## 改名歴
- 武岡 一行（たけおか かずゆき）1943年1月場所 - 1946年11月場所
- 鳴門海 一行（なるとうみ - ）1947年6月場所 - 1961年1月場所